# Panarkism
Panarkism är en politisk filosofi som innebär varje individs rätt att fritt ingå i och lämna jurisdiktion från den regering de väljer, utan att tvingas att flytta från sin nuvarande plats. Konceptet myntades och uppfanns av den belgiske nationalekonomen Paul Émile de Puydt i en artikel vid namn Panarchie år 1860.
De Puydt, själv en förespråkare för det ekonomiska systemet laissez faire, skrev att "statlig konkurrens" skulle göra det möjligt för konkurrerande regeringar att existera samtidigt och beskrev hur ett sådant system skulle implementeras. Olika regeringar är i detta system frivilliga att ingå i samt gå ur, och utövar endast jurisdiktion över sina egna medlemmar. De Puydt ansåg att en grundläggande frihet i dagens samhälle saknades, ett val att i hans mening vara fri eller inte, beroende på ens egna preferenser. I andra ord en absolut rätt att välja ens politiska omgivning att leva i, genom en avsaknad av territoriell jurisdiktion.
Panarkism omfamnas av vissa libertarianer och minarkister, som en möjlig väg till ett fritt samhälle utan att detta behöver vara politiskt populärt eller något samhälle majoriteten av befolkningen vill leva i. Man menar att under panarkismen skulle olika politiska system kunna växa fram, som människor kan välja mellan beroende på personlig politisk filosofi. Aktivisten John Zube förespråkade senare för panarki och grundade Libertarian Microfiche Publishing för att sprida idéerna. Robert Nozick nämner i sin bok Anarki, stat och utopi konceptet med olika frivilliga politiska samhällssystem som skapas under en övergripande nattväktarstat.